# Circunscripciones electorales del Senado de España
Las circunscripciones electorales del Senado de España son las divisiones del territorio español para la elección de los miembros del Senado de España. Existen 59 circunscripciones electorales para el Senado, que se corresponden con cada una de las cuarenta y siete provincias españolas peninsulares, además de diez correspondientes a islas y dos para las ciudades autónomas.

## Circunscripciones
Existen 59 circunscripciones electorales para el Senado, que se corresponden con cada una de las cuarenta y siete provincias españolas peninsulares, además de diez correspondientes a islas y dos para las ciudades autónomas. La Constitución española establece el número de senadores de cada circunscripción. Le corresponden cuatro senadores a cada provincia peninsular, tres a cada una de las islas mayores, uno a cada una de las islas o agrupaciones de islas menores y dos senadores a cada una de las ciudades autónomas.
| Circunscripción | Senadores | Mapa |
| --- | --------- | ---- |
| Álava, Albacete, Alicante, Almería, Asturias, Ávila, Badajoz, Barcelona, Burgos, Cáceres, Cádiz, Cantabria, Castellón, Ciudad Real, Córdoba, La Coruña, Cuenca, Gerona, Granada, Guadalajara, Guipúzcoa, Huelva, Huesca, Jaén, León, Lérida, Lugo, Madrid, Málaga, Murcia, Navarra, Orense, Palencia, Pontevedra, La Rioja, Salamanca, Segovia, Sevilla, Soria, Tarragona, Teruel, Toledo, Valencia, Valladolid, Vizcaya, Zamora y Zaragoza | 4         |      |
| Gran Canaria, Mallorca y Tenerife | 3         |      |
| Ceuta y Melilla | 2         |      |
| Fuerteventura, La Gomera, El Hierro, Ibiza-Formentera, Lanzarote, Menorca y La Palma | 1         |      |